# Hatem At-Tay

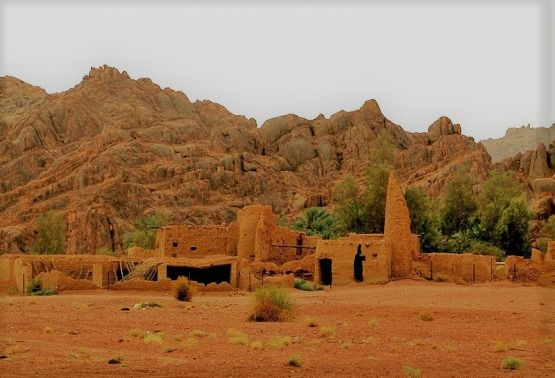
Castillo de Hatim At-Tai

Hatem At-Tay (en árabe: حاتم بن عبد الله بن سعد الطائي ) cuyo nombre completo en árabe era Hatem Ibn Abdallah Ibn Sa'ad At-Taiy An-Najdi, fue un poeta árabe, era cristiano y pertenecía a la tribu árabe de los Tay.
La historia tradicional lo recuerda por su extrema generosidad, lo que lo convirtió en un icono para los árabes hasta la actualidad, como en la frase proverbial famosa “Akram min Hátem” que significa: "Más generoso que Hatem" (en árabe: أكرم من حاتم).
Hátem vivió en Najd (ahora Arabia Saudita), en el siglo VI d. C., y se convirtió en una personalidad legendaria, famoso por su generosidad y su bondad. Fue mencionado en algunos hadices del profeta Mahoma. Viajó a lugares peligrosos, lejos de resolver las siete preguntas se enfrentó por la causa de la justicia y la verdad, pero ayudando a los pobres y a los débiles.
También figura en Las mil y una noches, y en otras leyendas plasmadas en diversos libros e historias. Además es una figura muy conocida en el resto de Oriente Medio, así como desde Persia en India y Pakistán.
Muchos libros se han escrito sobre él en esos diferentes países e idiomas. Varias películas y series de televisión se han producido sobre sus aventuras.
El famoso poeta y filósofo Ibn Arabi descendía de Hatem At-Tai.

Murió en el año 578, siendo enterrado en Toran.